# Fremantle Football Club
Pour les articles homonymes, voir Fremantle (homonymie).

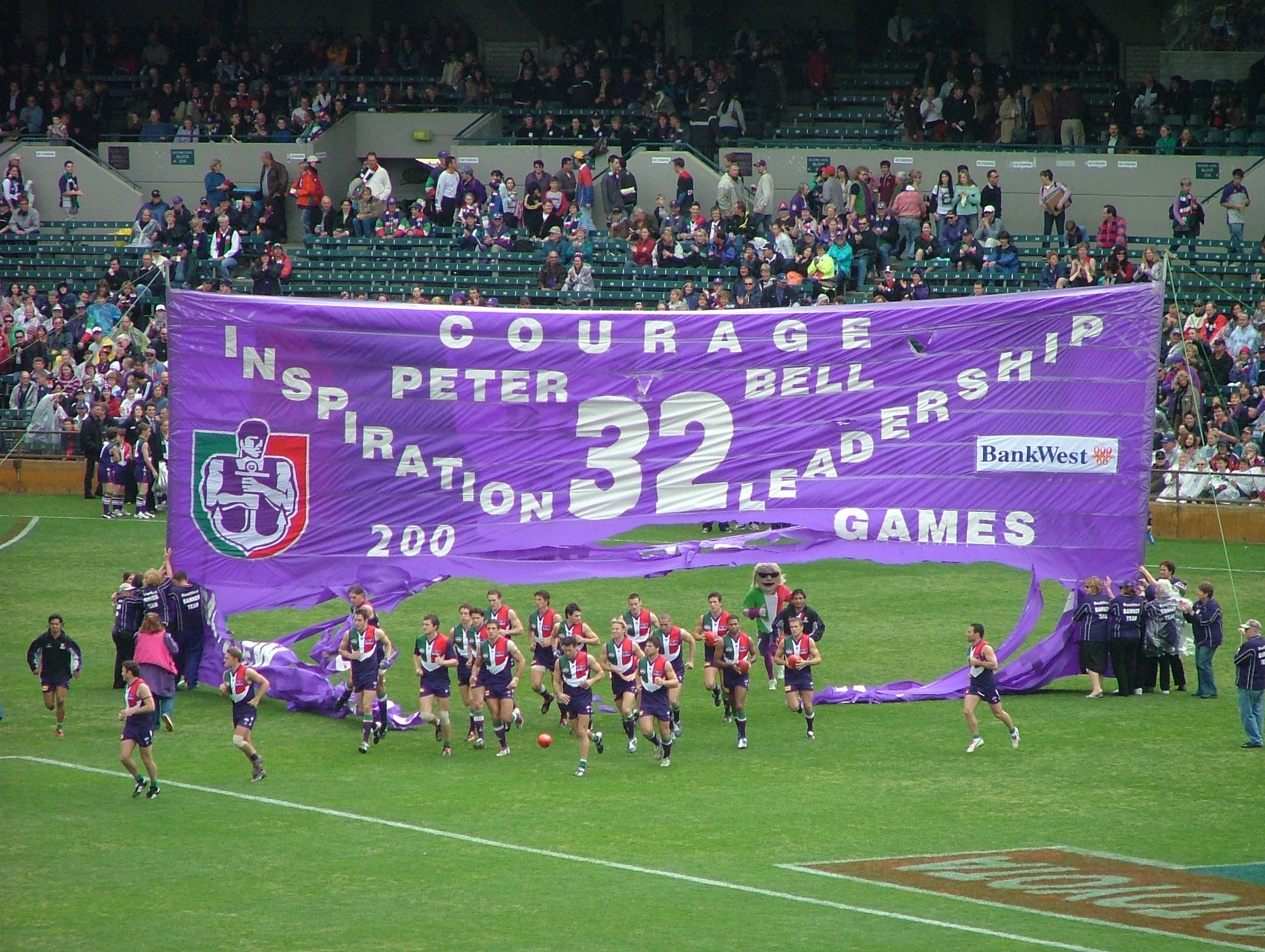
Foot australien : Fremantle/Melbourne à Subiaco, Perth (2004). Les joueurs de Fremantle font leur entrée à travers une bannière marquant le du capitaine Peter Bell.

Le Fremantle Football Club est un club de football australien, basé à Fremantle en Australie-Occidentale. L'équipe, surnommée Fremantle Dockers, participe à l'Australian Football League (AFL). Fremantle a rejoint l'AFL en 1995, huit ans après les West Coast Eagles, leurs grands rivaux en Australie-Occidentale.
Ils jouent leurs matchs à domicile au Subiaco Oval et s'entraînent parfois dans les rues populaires de la ville.
En 2013, Fremantle atteint sa première grande finale mais est battu par Hawthorn 77 à 62.
En 2015, Fremantle termine pour la première fois de son histoire en tête du championnat totalisant 68 points (17 victoires et 5 défaites).

## Joueurs

### Capitaines
- Ben Allan (1995-1996)
- Peter Mann (1997-1998)
- Chris Bond (1999)
- Shaun McManus & Adrian Fletcher (cocapitaines, 2000-2001)
- Peter Bell (2002-2006)
- Matthew Pavlich (2007-)

### Entraîneurs
- Gerard Neesham (1995-1998)
- Damian Drum (1999-2001)
- Ben Allan (2001)
- Chris Connolly (2002-)

## Palmarès
- Néant
- Champion AFL de la saison régulière : 2015